# Platynereis magalhaensis
Platynereis magalhaensis är en ringmaskart som beskrevs av Johan Gustaf Hjalmar Kinberg 1866. Platynereis magalhaensis ingår i släktet Platynereis och familjen Nereididae. Inga underarter finns listade i Catalogue of Life.